# Roman Wilhelmi

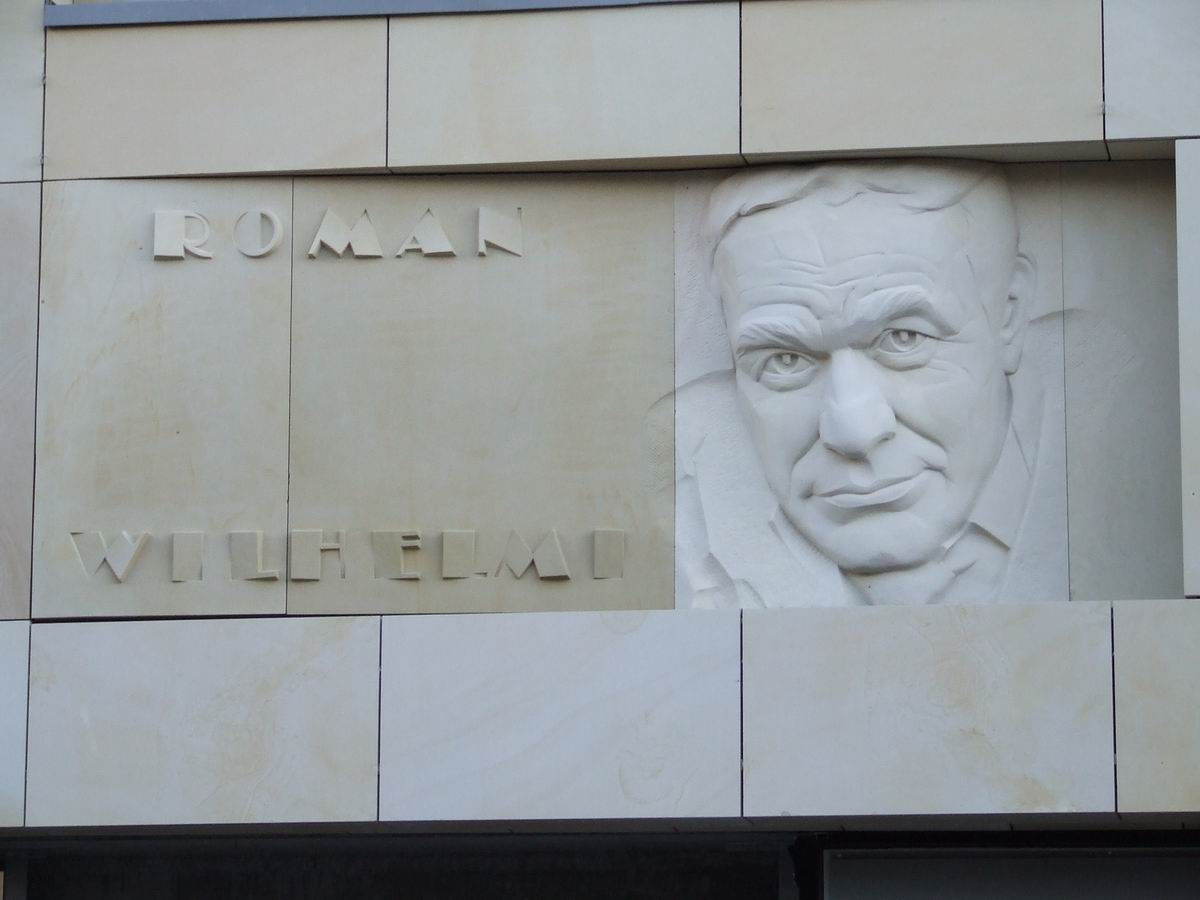

Roman Zdzisław Wilhelmi (* 6. Juli 1936 in Poznań, Polen; † 3. November 1991 in Warschau, Polen) war ein polnischer Schauspieler.

## Leben
Roman Wilhelmi erhielt seine Schauspielausbildung Ende der 1950er Jahre an der Staatlichen Schauspielschule PWST in Warschau. 1958 bestand er das Schauspielexamen und erhielt von Regisseur Aleksander Bardini 1959 am Teatr Ateneum in Warschau mit der Rolle des Stanley in Endstation Sehnsucht von Tennessee Williams seine erste Hauptrolle. Roman Wilhelmi galt nicht nur aufgrund dieser ersten Hauptrolle, sondern vor allem aufgrund seines Schauspielstils und seiner physischen Ähnlichkeit zu dem amerikanischen Schauspielstar als der polnische Marlon Brando. Erste kleinere Filmrollen erhielt er von Regisseuren wie Andrzej Munk und Aleksander Ford. Landesweite Popularität erhielt er durch seine Hauptrolle in der beliebtesten polnischen Fernsehserie der 1960er Jahre Vier Panzersoldaten und ein Hund. Für seine Rolle eines Rundfunkjournalisten in Tomasz Zygadłos Ćma erhielt er 1981 den Darstellerpreis auf dem Internationalen Filmfestival Moskau. Neben seiner Filmarbeit war Wilhelmi vor allem charismatischer Theaterschauspieler, der über mehrere Jahrzehnte zum Ensemble des Teatr Ateneum in Warschau gehörte. 1991 starb er an einer Krebserkrankung.
Das polnische Magazin Polityka führte zur Jahrtausendwende Befragungen seiner Leser nach den wichtigsten Persönlichkeiten Polens durch. In der Rubrik wichtigster polnischer Schauspieler des Jahrhunderts landete Roman Wilhelmi auf Platz 8.

## Filmografie (Auswahl)
- 1958: Eroica (Eroica – Symfonia bohaterska w dwóch częściach) – Regie: Andrzej Munk
- 1960: Die Kreuzritter (Krzyżacy) – Regie: Aleksander Ford
- 1966: Vier Panzersoldaten und ein Hund (Czterej pancerni i pies) – TV-Serie, Regie: Konrad Nałęcki
- 1967: Westerplatte – Regie: Stanislaw Rózewicz
- 1970: Weil ich dich liebe …
- 1975: Geschichte einer Sünde (Dzieje grzechu) – Regie: Walerian Borowczyk
- 1975: Zwei Welten im Hotel Pazifik (Zaklete rewiry) – Regie: Janusz Majewski
- 1977: Der Fall Gorgonowa (Sprawa Gorgonowej) – Regie: Janusz Majewski
- 1978: Ohne Betäubung (Bez znieczulenia) – Regie: Andrzej Wajda
- 1979: Das unsichtbare Visier – Insel des Todes Teil 1 + 2 – Regie: Peter Hagen
- 1980: Kariera Nikodema Dyzmy – TV-Serie, Regie: Jan Rybkowski, Marek Nowicki
- 1982: Lösegeld (Zapach psiej sierści) – Regie Jan Batory
- 1983: Der Aufenthalt – Regie: Frank Beyer
- 1987: Der Fluch des Schlangentals (Sakljatie doliny smeu) – Regie: Marek Piestrak
- 1989: Narrenweisheit – Regie: Jurij Kramer
- 1991: Blue Note – Regie: Andrzej Żuławski